# Maďarsko na Letních olympijských hrách 1896
Maďarsko na Letních olympijských hrách v roce 1896 v řeckých Athénách reprezentovala výprava 7 mužů v 6 sportech.

## Medailisté
| Medaile | Jméno               | Sport    | Soutěž                  |
| ------- | ------------------- | -------- | ----------------------- |
| Zlato   | Alfréd Hajós        | Plavání  | Muži 100 m volný styl   |
| Zlato   | Alfréd Hajós        | Plavání  | Muži 1 200 m volný styl |
| Stříbro | Nándor Dáni         | Atletika | Muži 800 m              |
| Bronz   | Alojz Sokol         | Atletika | Muži 100 m              |
| Bronz   | Gyula Kellner       | Atletika | Muži marathon           |
| Bronz   | Momcsilló Tapavicza | Tenis    | Muži dvouhra            |